# Datanetvært
Datanets enheder, som genererer data eller er sidste modtagere af data, kaldes værter (eng. hosts). Værter kaldes også slutsystemer, endeterminaler (eng. End Stations (ES)) eller dataterminaludstyr (eng. Data Terminal Equipment (DTE)).
Terminaludstyr kan være skrivere (eng. printer), computere, PDA og mobiltelefoner.
| Hardware | Spire Denne artikel om computere og anden hardware er en spire som bør udbygges. Du er velkommen til at hjælpe Wikipedia ved at udvide den. |